# Mimmo Locasciulli
Domenico Locasciulli, detto Mimmo (Penne, 7 luglio 1949), è un cantautore italiano.

## Biografia
Nato a Penne, in Abruzzo, ha vissuto a Perugia e a Roma, dove si è laureato in medicina presso Università degli Studi di Roma "La Sapienza".
Il padre Guido è stato cantante nei primi anni '60 con il nome d'arte Guido Locas, ospite di Settevoci, programma musicale condotto da Pippo Baudo, in seguito veterinario; la madre Antonietta Perilli è stata professoressa, e tra le sue allieve c'è stata la scrittrice Donatella Di Pietrantonio che nel 2017 si è ispirata a lei per il personaggio dell'omonima professoressa nel suo romanzo L'Arminuta.
Entrato nei primi anni '70 nella "scuderia" del Folkstudio di Roma, e pubblicò il primo album Non rimanere là per la casa discografica legata al locale e fondata da Giancarlo Cesaroni; passò poi alla RCA Italiana per cui pubblicò il secondo album Quello che ci resta nel 1977 e tre anni dopo il Qdisc Quattro canzoni di Mimmo Locasciulli, prodotto da Francesco De Gregori.
Raggiunse il successo di pubblico con l'Album Intorno a trentanni nel 1982. 
Nello stesso periodo ha suonato il pianoforte e l'organo Hammond nell'album Titanic di Francesco de Gregori.
Ad esso seguirono "Sognadoro" e "Mimmo Locasciulli" (dal quale fu estratto il brano "Buona Fortuna" con cui partecipò al Festival di Sanremo 1985)
Fu di quel periodo anche la collaborazione con Enrico Ruggeri con il brano "Confusi in un playback" ed una fortunata tournee di concerti, immortalato nell'omonimo live. Dopo l'album Clandestina, avviò una collaborazione con Riccardo Rinetti, che produsse (Adesso glielo dico) ed i successivi 3 album, sempre più orientato verso sonarità jazz.
Continuando sempre la sua carriera di medico parallelamente a quella di musicista, nel 2009 Locasciulli ha pubblicato l'album Idra, registrato a New York. Fra i collaboratori del cantautore abruzzese per questo album figurano ancora Greg Cohen e Marc Ribot; l'autore ha definito Idra "un disco tematico sulle più grandi difficoltà dell'uomo di oggi".
Nel 2016 Mimmo Locasciulli ha celebrato quarant'anni di attività discografica pubblicando il doppio album Piccoli cambiamenti, contenente molte delle sue canzoni più note insieme ad altre che, nel corso degli anni, ne hanno caratterizzato il percorso artistico. Un solo inedito, dal titolo omonimo, che vuole essere uno sguardo dall'alto sui cambiamenti del nostro tempo, di quello che ci circonda e della musica che ne scandisce il ritmo. Per questo disco sono stati realizzati due videoclip promozionali, uno per la title track e una per il brano Confusi in un playback. Quest'ultimo brano, scritto ed interpretato originariamente insieme ad Enrico Ruggeri, vede questa volta la collaborazione del cantautore emiliano Luciano Ligabue.
In tutti questi anni Locasciulli ha esplorato i più disparati mondi musicali, lasciandosi contaminare di volta in volta dal rock e dal pop, spingendosi fino allo sconfinamento nella musica elettronica, nel blues e nel jazz.
Sono tanti gli artisti che lo hanno affiancato, o con i quali Locasciulli ha scambiato esperienze ed apporti: Francesco De Gregori, Enrico Ruggeri, Frankie hi-nrg mc, Gigliola Cinquetti, Paolo Fresu, Gabriele Mirabassi, Piero Ciampi, Claudio Lolli, Paola Turci, Enrico Pieranunzi, Roberto Kunstler, Alex Britti, Goran Kuzminac, Stefano Di Battista, Roberto Gatto, Andrea Mirò, Alessandro Haber, e poi ancora Marc Ribot, Greg Cohen, Joey Baron, Büne Huber & Patent Ochsner, Lenny Picket, Willie Schwarz e molti altri ancora. Indifferente alle mode o alle sollecitazioni di mercato Mimmo Locasciulli ha seguito una sua personale strada musicale, fatta soprattutto di coerenza, ma anche di ricerca, di curiosità e di sconfinamenti in ambiti musicali diversi dal suo habitat artistico naturale. Così si è conquistato, ed ancora conserva, un posto di primissimo piano nel panorama della canzone d'autore italiana.
Nel 2016 l'Associazione "Civilia - Cultura, parole e musica" gli assegna il Premio "Civilia - Canzone d'Autore".
Nel 2022 ha rivisto l'album che lo portò al successo reinterpretandolo in Intorno a Trentanni - Revisited con la partecipazione di artisti come Eugenio Finardi, Brunori Sas e Stefano di Battista.
Il Premio Tenco, assegnato dal Club Tenco alla carriera di coloro che hanno apportato un contributo significativo alla Canzone d’Autore mondiale, nella edizione 2024 è stato conferito a Mimmo Locasciulli oltre che ad Edoardo Bennato, Samuele Bersani e Teresa Parodi.
Ha anche prodotto con la sua etichetta Hobo, producendo album di Stefano Delacroix, Goran Kuzminac, Alessandro Haber e Claudio Lolli.
Nel gennaio 2025 annuncia l'uscita dell'album Dove lo sguardo si perde, registrato tra Roma, Parigi e Bruxelles con Mimmo Locasciulli (pianoforte e voce), e con l'orchestra d’archi Quartetto Pessoa. Arrangiamenti e produzione sono curati dal figlio Matteo Locasciulli. Il progetto dell'album è accompagnato da un tour teatrale, che partirà il 3 maggio. 

## Discografia

### Album in studio
- 1975 - Non rimanere là (Folkstudio, FK 5001)
- 1977 - Quello che ci resta (RCA Italiana, PL 31316)
- 1980 - Quattro canzoni di Mimmo Locasciulli (Qdisc, RCA Italiana, PG 33403)
- 1982 - Intorno a trentanni (RCA Italiana, PL 31625)
- 1983 - Sognadoro (RCA Italiana, PL 31710)
- 1985 - Mimmo Locasciulli (RCA Italiana, PL 70702)
- 1987 - Clandestina (RCA Italiana, PL 71242)
- 1989 - (Adesso glielo dico) (RCA Italiana, PL 74117)
- 1991 - Tango dietro l'angolo (Philips, 8486631)
- 1995 - Uomini (Mercury, 528 152-2)
- 1998 - Il futuro (Mercury, 558 379-2)
- 2004 - Piano piano (Hobo, HOB 515205-2)
- 2006 - Sglobal (Hobo, HOB 1200605)
- 2009 - Idra (Parco della Musica Records, MPR 018CD)
- 2018 - Cenere (Hobo, HOB 1801 CD)
- 2022 - Intorno a trentanni (Revisited) (Hobo, HOB 22 01 CD)

### Album dal vivo
- 1985 - Confusi in un playback (RCA Italiana, PL 70942)

### Raccolte
- 1992 - Delitti perfetti (Philips, 512 372-1) (con 2 inediti)
- 1995 – I musicisti son così (BMG Ricordi)
- 1999 – Il meglio (MR Music, MRCD 4185)
- 1999 – I successi (DV More, CD DV 6375)
- 2002 - Aria di famiglia (Hobo, HOB 508388-2) (con 4 inediti)
- 2002 – Mimmo Locasciulli (RCA Italiana, 74321933552)
- 2009 - The Universal Music Collection (Universal, 0602527027234) (Box set)
- 2016 – Piccoli cambiamenti (con 1 inedito)
- 2020 – 22 canzoni (Hobo, HOB 2001 CD)
- 2025 - Dove lo sguardo si perde (Hobo) (con 1 inedito)

### Singoli
- 1978 - Canzone per Nadia/La mia gente se ne va (RCA Italiana, PB 6113)
- 1983 - Sognadoro/Bon Voyage (RCA Italiana, PB 6727)
- 1984 - Dolce vita/Bon Voyage (RCA Italiana, PB 6768)
- 1985 - Buona fortuna/Sotto il cuscino (RCA Italiana, PB 6804)
- 1985 - Confusi in un playback/Con la memoria (RCA Italiana, PB 40487)
- 1995 - Il suono delle campane (Mercury, 5002 158; con Francesco De Gregori)
- 1995 - Il cane (Mercury, 5002 198) (singolo promo)
- 1998 - Il futuro (Mercury, 5002 458) (singolo promo)
- 1998 - Powderfinger (Mercury, 5002 479; con Francesco De Gregori qui accreditato come Cereno Diotallevi) (singolo promo)
- 1998 - Stella di vetro (Mercury, 5002 504) (singolo promo)
- 2002 - Aria di famiglia (singolo promo)
- 2003 - Natalina/Hotelsong con Patent Ochsner (REC, REC 85000183)
- 2006 - Sglobal (Hobo, Hob 1200605)
- 2015 - Oh mammamia! (con 'Nduccio)

### Colonne sonore
- 1994 – La vera vita di Antonio H., regia di Enzo Monteleone

### Collaborazioni
- 1993 - Live in Tokio di Gigliola Cinquetti

### Raccolte Autori Vari
- 1990 - La scuola romana (con il brano Canzone di sera)
- 1990 - I cantautori Vol.8 (su vinile, con il brano Intorno a trent'anni) (Fonit Cetra, WL 74029)